# 多功秀朝
多功 秀朝（たこう ひでとも）とは戦国時代・安土桃山時代の武将。下野国の大名、宇都宮氏の家臣。宇都宮氏庶流の多功氏。父は多功房朝。弟に多功綱継。
父多功房朝の死後、家督を継いだが、秀朝には子がいなく病弱だったため弟の多功綱継が家督を継いだという。系図には多功綱賀と書かれているが誤記の可能性が高いと言われている。